# Hajnal Géza
Hajnal Géza (Budapest, 1967. szeptember 18. –) hidrogeológus, a BME docense, emellett író, novellista.

## Élete
Hajnal Géza Budapesten született 1967-ben. 1986-ban érettségizett a budapesti Petőfi Sándor Gimnáziumban. 1989-ben házasságot kötött, felesége Hajnalné Sigrai Zsuzsanna. 1993-ban a Budapesti Műszaki Egyetem Építőmérnöki Karán építőmérnöki diplomát szerzett, majd 1994-ben a BME Természet- és Társadalomtudományi Karán okleveles mérnök-tanári diplomát kapott. 2002-ben megvédte doktori disszertációját A budai Várhegy hidrogeológiája című dolgozatával.
Rövid megszakítás után a BME Építőmérnöki Karán dolgozott különféle beosztásokban. 2008 júliusától a BME Vízépítési és Vízgazdálkodási Tanszék docense, 2017 júliusától 2020-ig tanszékvezetője volt. Kétszer nyerte el a Bolyai János kutatói ösztöndíjat (2004-2006, 2008-2010) hidrogeológiai tárgykörű kutatásaival.
1995 óta publikál irodalmi folyóiratokban és jelennek meg könyvei. Szakmai és egyházi kiadványok szerkesztőjeként is dolgozott. 2020-ban a Pécsi Tudományegyetem megvédte irodalomtudományi témájú doktori disszertációját, Gérecz Attila élete, költészete és kultusza című dolgozatával. 

## Megjelenés
- Harminchárom (2002) Szőnyi Szilárddal közösen, Igen Kiadó
- A budai Várhegy hidrogeológiája (2003), Akadémiai Kiadó
- Építő Mesterek (2004) Csontos Györgyivel közösen, Springer Media Kiadó
- Asztalaink (2005), Igen Kiadó
- Papucsok (2006), Magyar Szinergia Ház Egyesület
- Városi hidrogeológia (2007), Akadémiai Kiadó
- A Rózsalány (2009) Andorka Péterrel közösen, Magyarok Nagyasszonya Ferences Rendtartomány
- Újabb papucsok, tárcanovellák (2009), Igen Kiadó
- Nyerítő drótszamarak (2011), Sneé Gergellyel közösen, regény, Könyvműhely
- Mérnöki kutatások a budai Várhegyen (2012), Görög Péterrel közösen, Hantken Kiadó
- Egyes szám harmadik (2014), Baják Gáborral közösen, versek, Magyar Napló Kiadó
- Ördögárok (2016), Hajnal Mártonnal közösen, drámák, Kortárs Kiadó
- A Gérecz-hagyaték (2016), kismonográfia, Kortárs Kiadó
- Káépület (2016), regény, Athenaeum Kiadó
- Gérecz Attila Összes művei (2017), Kritikai kiadás, Kortárs Kiadó
- Göd előttem, Göd utánam (2018), regény, Athenaeum Kiadó
- Gérecz Attila szökése és Édesanyja Elküldetlen levelei (2024), Kortárs Kiadó